# Vretarna
 (mars 2012).
Si vous disposez d'ouvrages ou d'articles de référence ou si vous connaissez des sites web de qualité traitant du thème abordé ici, merci de compléter l'article en donnant les références utiles à sa vérifiabilité et en les liant à la section « Notes et références ».
Vretarna est une ville dans le nord de Tumba dans le comté de Stockholm.
Vretarna est composée principalement de villages, mais il y a beaucoup de maisons. Vretarna est situé au sommet d'une colline, entre la Gare de Tumb et la Pompier.